# Parc de la Vila d'Esparreguera
El Parc de la Vila d'Esparreguera és un parc de nova construcció al barri del Castell d'Esparreguera. Va ser inaugurat el juliol de l'any 2001, si bé la seva obertura oficial del Parc de la Vila d'Esparreguera tot entrant oficialment en funcionament seria el dia 08 novembre de 2001.
El parc compta amb una gran esplanada de gespa on destaca l'escultura Utopia, de l'escultor Oriol Rius i Camps, també compta amb un parc infantil i una esplanada de terra on es fan concerts, s'hi celebra la Festa de la Primavera i es gestiona un bar. Disposa també des de l'any 2011 d'un espai lúdic per a la gent gran. Un equipament demanat per l'Ajuntament d'Esparreguera a la Diputació de Barcelona, i que perment a la gent gran de fer diversos recorreguts que permeten poder realitzar exercicis de tota mena.